# Embid de Ariza
Embid de Ariza es un municipio español de la provincia de Zaragoza, en la comunidad autónoma de Aragón. El término municipal, ubicado en la comarca de Calatayud, tiene una población de 29 habitantes (INE 2024).

## Geografía
El núcleo de población se halla atravesado de norte a sur por el río Henar, también conocido como río Argadir. El pueblo está situado a orillas de río entre altas canteras donde confluye el barranco que viene desde el paraje de la Ermita de Santa Quiteria. Existe al sur, una pequeña aldea conocida como "Casa de la Vega". También hay otro río llamado Regatillo que comparte con Villalengua que desemboca en el río Monegrillo.
El término municipal está atravesado por la estrecha y curvada carretera A-2501 que discurre desde el km 200 de la A-II en Cetina (Zaragoza), cruzando por Embid de Ariza y adentrándose en la provincia de Soria (Castilla y León) por las poblaciones vecinas de Cihuela y Deza. También hay un lavadero con agua termal, esta es la que suministra al pueblo. Situado a 675 m sobre el nivel del mar.

## Historia
Hacia mediados del siglo XIX, el lugar tenía contabilizada una población de 375 habitantes. La localidad aparece descrita en el séptimo volumen del Diccionario geográfico-estadístico-histórico de España y sus posesiones de Ultramar de Pascual Madoz de la siguiente manera:

EMBID DE ARIZA: l. con ayunt. de la prov., aud. terr., y c. g. de Zaragoza (18 leg.), part. jud. de Ateca (3), dióc. de Sigüenza (13). sit.: al estremo occidental de la prov., en un valle que dejan dos cerros bastante elevados sobre la rib. izq. del r. Deza; le combaten los vientos del N y S.; su clima es algo frio y se padecen humores y dolores de costado. Tiene 60 casas, inclusa la del ayunt., escuela de niños, á la que concurren 40, dotada con 1,100 rs., 1 igl. parr. dedicada á Ntra. Sra. de la Asuncion, y 2 ermitas Ntra. Sra. de la Angustias y del Rosario, muy cercanas al pueblo. El térm. confina por N. con Cihuela, (prov. y part. jud. de Soria, 1/2 leg.);cE. Ateca y Bubierca (1 1/2); S. Cetina y Ariza (1/2), y O. el último y Bordalba (id.) En su rádio y al otro lado del r. á la dist. de 1/2 hora, se encuenlra la granja llamada Casa de la Vega, con 3 edificios, habitados por 4 vec. y 20 alm., y una pequeña igl., dedicada á Sto. Toribio: también se ven 2 montes poblados, y cruza de N. á S. el r. Deza. El terreno es de mediana calidad  y propio para trigo y demás cereales. Los caminos son locales, y se dirigen á Cihuela, Ateca y Cetina. La correspondenca se recibe de Ariza dos veces á la semana. prod. cereales, vino, ciruelas, peras, manzanas y nueces; sostiene ganado lanar, caza de perdices, liebres y conejos, y pesca de barbos. ind.: la agrícola y 1 molino harinero. pobl.: 84 vec., 375 alm. cap. prod.: 780,000 rs. imp.: 43,800. contr.: 11,001 con 4 mrs. El presupuesto municipal asciende á 4,000 rs., que se cubre con algunos arbitrios y reparto vecinal.
(Madoz, 1847, p. 472)

## Demografía
Embid de Ariza cuenta con una población de 29 habitantes (INE 2024).
| Gráfica de evolución demográfica de Embid de Ariza entre 1842 y 2021                                                |
| |
| Población de derecho según los censos de población del INE Población de hecho según los censos de población del INE |

## Administración y política
| Período   | Alcalde                 | Partido |  |
| --------- | ----------------------- | ------- |  |
| 1979-1983 | Ángel Latorre Latorre   | UCD     |  |
| 1983-1987 |                         |         |  |
| 1987-1991 |                         | PSOE    |  |
| 1991-1995 | Faustino Horna Mariscal | PSOE    |  |
| 1995-1999 |                         | PSOE    |  |
| 1999-2003 | Joaquín Mariscal Horna  | PP      |  |
| 2003-2007 | Joaquín Mariscal Horna  | PP      |  |
| 2007-2011 | Joaquín Mariscal Horna  | PAR     |  |
| 2011-2015 | Joaquín Mariscal Horna  | PAR     |  |
| 2015-2019 | Joaquín Mariscal Horna  | PAR     |  |

| Partido político    | Partido político                                   | 2003   | 2007   | 2011   | 2015   |
| Partido político    | Partido político                                   | Ediles | Ediles | Ediles | Ediles |
|                     | Partido Aragonés (PAR)                             | —      | 1      | 1      | 1      |
|                     | Partido de los Socialistas de Aragón (PSOE-Aragón) | —      | —      | —      | —      |
|                     | Partido Popular de Aragón (PP)                     | 1      | —      | —      | —      |
| Total de concejales | Total de concejales                                | 1      | 1      | 1      | 1      |

## Cultura

### Patrimonio
- Iglesia de la Asunción de Nuestra Señora, encuadrada en el arciprestazgo del Alto Jalón.
- Castillo de Embid de Ariza, ubicado en lo alto de una cantera desde el que se dominaba el paso de la carretera y del barranco. Se trata de uno de los castillos con mayor pendiente y más pequeños de España y al que se puede acceder por una vía ferrata vertical. Otro distintivo del pueblo se halla en la cantera del otro lado del barranco donde se encuentra la peña "el ujero". Durante el solsticio de verano, a través de dicho agujero amanecen los primeros rayos de sol. Otros lugares de interés son varias canteras verticales donde se practica la escalada, asicomo diversas cuevas, siendo la más conocida la del Mediodía. Sin dejar la carretera es interesante la visita a la zona del estrecho en dirección a Cihuela que es el punto más angosto donde el río y la carretera atraviesan la roca y por donde se canalizan las aguas del azud del río hacia las acequias, uniéndose a las aguas termales que manan en este paraje. En las paredes pueden observarse durante todo el año las buitreras y las curiosas figuras que forman las rocas. El barranco que viene de Santa Quiteria, habitualmente seco, muestra la fuerza de la presión del agua a través de los siglos que ha conseguido atravesar las rocas por las vetas menos duras hasta abrirse paso hacia el río. En la zona de la Casa de la Vega, cruzando el río, puede visitarse el centenario árbol de "El Rebollo", ubicado a los pies de los montes llamados Los Cabezos.

### Festividades
Las fiestas patronales del pueblo se celebran en el tercer fin de semana de agosto, también hay fiestas en primavera en honor de Santa Quiteria. Anteriormente también se celebraba en septiembre la Virgen de las Angustias.